# Dienis Pietrow
Dienis Aleksiejewicz Pietrow, ros. Денис Алексеевич Петров (ur. 3 marca 1968 w Leningradzie) – radziecki łyżwiarz figurowy, startujący w parach sportowych z Jeleną Bieczkie. Wicemistrz olimpijski z Albertville (1992), brązowy medalista mistrzostw świata (1989), dwukrotny wicemistrz Europy (1991, 1992) oraz mistrz Związku Radzieckiego (1992). 
Pietrow i jego partnerka sportowa Jelena Bieczkie zostali parą w życiu prywatnym w 1988 roku, zaś ślub wzięli w 1990 roku. Po zakończeniu kariery amatorskiej w 1992 roku Bieczkie i Pietrow występowali w mistrzostwach świata profesjonalistów oraz rewiach łyżwiarskich m.in. Stars on Ice w latach 1994–2000. W 1995 roku małżeństwo rozwiodło się, ale pozostali przyjaciółmi i kontynuowali współpracę do 2000 roku, gdy Bieczkie zakończyła karierę, zaś Pietrow kontynuował występy w Stars on Ice przez kolejne dwa sezony. 
8 lipca 2005 roku Pietrow ożenił się po raz drugi, z chińską łyżwiarką figurową Chen Lu, dwukrotną brązową medalistką olimpijską (1984, 1988) i mistrzynią świata 1995. 27 czerwca 2006 na świat przyszedł ich syn Nikita. 8 lipca 2009, w ich czwartą rocznicę ślubu, Chen urodziła córkę Anastasiję, która w młodym wieku zaczęła trenować łyżwiarstwo figurowe. Ich dzieci przyszły na świat w Shenzhen, gdzie Chen i Pietrow wspólnie rozpoczęli pracę w World Ice Arena. Chen została dyrektorką programu łyżwiarstwa figurowego i trenerką, zaś Pietrow głównym trenerem.

## Osiągnięcia
Z Jeleną Bieczkie
|                                   | ZSRR  | ZSRR  | ZSRR  | ZSRR  | WNP · WNP |
| Zawody                            | 87–88 | 88–89 | 89–90 | 90–91 | 91–92     |
| Międzynarodowe                    |       |       |       |       |           |
| Igrzyska olimpijskie              |       |       |       |       | 2         |
| Mistrzostwa świata                |       | 3     |       | 4     | 4         |
| Mistrzostwa Europy                |       |       |       | 2     | 2         |
| Grand Prix International de Paris | 1     |       | 1     |       | 3         |
| Nations Cup                       |       |       | 1     |       |           |
| NHK Trophy                        |       | 2     | 1     | 1     |           |
| Prize of Moscow News              | 6     | 2     |       |       |           |
| St. Ivel International            |       | 2     |       |       |           |
| Igrzyska dobrej woli              |       |       |       | 3     |           |
| Krajowe                           |       |       |       |       |           |
| Mistrzostwa ZSRR                  | 4     | 4     | 4     | 3     | 1         |
| Puchar ZSRR                       | 2     | 1     |       |       |           |